# 信州味噌 (企業)
信州味噌株式会社（しんしゅうみそ、英: SHINSHU MISO CO.,LTD、通称:山吹味噌）は、長野県小諸市に本社を置く味噌の製造販売会社。創業は1674年(延宝2年)。屋号は酢屋。生産能力は年間4000t。出荷量は全国20位。

## 歴史

### 株式会社としての創業まで
1670年(寛文10年)、12代小山久左衛門正顕が小諸藩主酒井忠能より小諸城下町の形成に伴い小諸城下、北国街道沿いに間口十六間の屋敷地を拝領する。1674年(延宝2年)、同地で清酒や酢、溜まり(醤油と味噌の原型)などを製造販売する事業を創業。小諸藩の御用商人を務め、信州と越後全域において取引していた。さらに23代小山久左衛門正友の時代にはこれらの事業に加え鰹節や畳表等にも進出し、取引を中部地方のみならず関東地方にも拡大させた。1900年(明治33年)に資本金10万円(当時)を以て合資会社酢久商店に改組。1951年(昭和26年)、500万円(当時)を資本金とし新たに信州味噌株式会社として事業を継承。

### 昭和
- 1957年(昭和32年)、プラスチックフィルムに袋詰した形での販売を開始。
- 1965年(昭和40年)、贈答品としての販売に着手。さらに業界初のデパートを通じた積極販売にも着手。
- 1970年(昭和45年)、“手づくり味噌”を発売。一般販路での超高級品の販売に味噌業界として初めて成功する。同時に業界初の小売店登録制度も実施。
- 1973年(昭和48年)、公害防止装置(逆浸透膜装置)を日本の食品業界で初めてアメリカより導入。
- 1974年(昭和49年)、塩を少なくした長期熟成味噌(塩分9.5％)を業界で初めて開発、発売。またプラスチックカップを使用開始。
- 1976年(昭和51年)、逆浸透膜装置を利用し、優良酵母菌の純粋培養を始める。
- 1980年(昭和55年)、塩分をさらに減じた長期熟成味噌(塩分8％)を発売。
- 1982年(昭和57年)、“豫約醸造山吹味噌”を初出荷。業界初めての予約制商品の販売に踏み切る。
- 1985年(昭和60年)、ドイツ・ボッシュ社のリブリングを使用し、無添加味噌としては初めての膨張防止用新容器を開発。
- 1986年(昭和61年)、小山正邦社長(当時)、「みそ醸造における逆浸透膜利用技術の開発育成」により科学技術庁長官賞を受賞。

### 平成
- 1990年(平成2年)、低温長期熟成の商品"コクとかおり"を発売開始。また、業界にさきがけて無薬品処理のボイラーを導入。
- 1996年(平成8年)、NHK連続テレビ小説かりんの放映に協力。
- 2005年(平成17年)、小山邦武が代表取締役社長に就任。
- 2007年(平成19年)、本社工場にて創業333年フェアを開催。
- 2015年(平成27年)、森健が代表取締役社長に就任。

### 令和
- 2021年(令和3年)、 小山正が代表取締役社長に就任。
- 2023年(令和5年)、Japan Food Selection金賞を受賞。本社敷地内に"信州ラーメン山吹"開業。

## 主な製品

### 特別醸造
- 豫約醸造味噌 山吹 
 限定仕込みの味噌。毎年一度のみの製造で予約が必要。
- 雪中熟成 
 約一年間かけ熟成させた味噌をさらに数ヶ月間雪中で熟成させた味噌。
- 仕込み味噌 
 熟成による風味の変化を楽しむために半熟成の状態で出荷する味噌。

### 定番味噌
- 山吹こがね 
 白眉大豆を原料とした黄金色の味噌。一番人気の製品。
- コクとかおり 
 契約栽培の白眉大豆を使用したさっぱりとした味わいの味噌。
- 大寒仕込み 
 空気中の雑菌が少ない1月の大寒に仕込む味噌。18ヶ月以上熟成させた製品。
- 久左衛門 
 創業333周年を記念し創業家の名跡を商品名にした味噌。
- 山吹こうじ 
 麹歩合が15割の米の甘みと旨みが際立つ味わいの味噌。
- 減塩タイプ 
 酵母を多く使用した減塩の味噌。

### その他
- 家傳山吹 
 熟成により濃厚な香りと旨みを持つ味噌。
- 白山吹 
 さっぱりとした口当たりのこし味噌。
- 玄米味噌 
 玄米を麹として使用した健康志向の味噌。
- 山吹麹甘味噌 
 合わせ味噌用の味噌。

## 事業所

### 信州味噌株式会社
- 本社 - 長野県小諸市荒町1丁目7-11
- 支社 (東京営業所) - 東京都豊島区駒込1丁目37-6
- 製造所 - 長野県小諸市加増上の平557-2
- 信州ラーメン山吹 - 長野県小諸市荒町1丁目7-11

### 酢久商店株式会社
- 本社 - 長野県小諸市荒町1丁目7-12
- 小諸本店 - 長野県小諸市荒町1丁目7-12

### 株式会社酢久パッケージ
- 本社 - 長野県小諸市荒町1丁目7-11

### 酢久フーズ株式会社
- 本社 - 長野県小諸市荒町1丁目7-12
- 信州小諸本店 - 長野県小諸市荒町1丁目6-4
- 恵比寿ガーデンプレイス店 - 東京都渋谷区恵比寿4丁目20-7

### 株式会社塩久
- 本社 - 東京都豊島区駒込1丁目37-6

### 長野県観光開発株式会社
- 本社 - 長野県小諸市荒町1丁目7-11

## 販売会社

### 酢久商店株式会社
酢久商店株式会社（すきゅうしょうてん、英: SUKYU SHYOUTEN CO.,LTD）は、長野県小諸市に本社・本店を置く味噌・醤油・鰹節等の食品を扱う卸小売の企業。江戸前期、1674年(延宝2年)創業。
| 取締役         | 取締役     | 取締役                         |
| -------------- | ---------- | ------------------------------ |
| 代表取締役社長 | 小山正     | 信州味噌株式会社代表取締役社長 |
| 取締役         | 香山春城   | 信州味噌株式会社常務取締役     |
| 取締役         | 岩淵英樹   | 小諸本店店長                   |
| 取締役         | 高見澤幸太 | 信州味噌株式会社取締役総務部長 |

1900年(明治33年)に当主の小山久左衛門が合資会社化してから1951年(昭和26年)に信州味噌株式会社が設立されるまで酢久商店が主要な事業を全て行っていた。現在は製造ではなく販売に特化した事業を行っている。

## グループ子会社

### 酢久フーズ株式会社
酢久フーズ株式会社（すきゅうふーず、英: SUKYU FOODS CO.,LTD）は、長野県小諸市に本社・本店を置くソーセージ・ハム等の食品加工品を扱う企業。デリカテッセン山吹を国内に2店舗展開し、小諸市の本店の他に東京都渋谷区に恵比寿ガーデンプレイス店を持つ。

### 株式会社酢久パッケージ
株式会社酢久パッケージ（すきゅうぱっけーじ、英: SUKYU PACKAGE CO.,LTD）は、長野県小諸市に本社を置く企業。味噌の袋詰め及びカップ詰め等の包装加工を行う。

### 株式会社信濃物産
株式会社信濃物産（しなのぶっさん）は、長野県北佐久郡軽井沢町に本社を置く企業。軽井沢プリンス通りで「信州そば処 きりさと」を運営する。山吹グループの子会社。

### 株式会社塩久
株式会社塩久（しおきゅう、英: SHIOKYU CO.,LTD）は、東京都豊島区に本社を置く企業。主に食品販売を行っている。山吹グループの子会社。

### 長野県観光開発株式会社
長野県観光開発株式会社（ながのけんかんこうかいはつ）は、長野県小諸市に本社を置く企業。 山吹グループの子会社。

## 経営陣

### 役員一覧
| 取締役         | 取締役     | 取締役                                         | 取締役 |
| -------------- | ---------- | ---------------------------------------------- | ------ |
| 代表取締役会長 | 森健       | 信州味噌株式会社前代表取締役社長               |        |
| 代表取締役社長 | 小山正     | 株式会社フォンス代表取締役社長                 |        |
| 常務取締役     | 香山春城   | 酢久商店株式会社取締役                         |        |
| 取締役総務部長 | 高見澤幸太 | 酢久商店株式会社取締役、元長野銀行岩村田支店長 |        |

### 歴代社長
| 代表取締役社長 | 代表取締役社長 | 代表取締役社長 | 代表取締役社長 | 代表取締役社長 | 代表取締役社長                               | 代表取締役社長                   |
| 代             | 氏名           | 氏名           | 就任日         | 退任日         | 備考                                         | 備考                             |
| -------------- | -------------- | -------------- | -------------- | -------------- | -------------------------------------------- | -------------------------------- |
| 1              |                | 小山正邦       | 1959年1月      | 2003年6月      | 小山邦太郎長男、全国味噌工業共同組合連合会長 |                                  |
| 2              |                | 小山邦朋       | 2003年6月      | 2005年6月      | 小山邦太郎四男                               |                                  |
| 3              |                | 小山邦武       | 2005年6月      | 2015年6月      | 小山邦太郎六男、元長野県飯山市長             | 小山邦太郎六男、元長野県飯山市長 |
| 4              |                | 森健           | 2015年6月      | 2021年2月      | 元信州味噌株式会社工場長、元同開発室長       |                                  |
| 5              |                | 小山正         | 2021年2月      |                | 株式会社フォンス代表取締役社長               |                                  |